# Atypus affinis
Atypus affinis es una especie de araña migalomorfa de la familia Atypidae. El macho mide unos 9 mm mientras que la hembra llega a los 15 mm en los mayores ejemplares. Viven en suelos arenosos o calcáreos. Se encuentran en la península ibérica, Francia y en la mayor parte de Europa. Las hembras viven en madrigueras excavadas en el suelo, tapizadas de seda que pueden llegar a 20 o 30 cm de profundidad. El tiempo de vida de estas arañas supera los cinco años.